# Alloclubionoides coreanus
Alloclubionoides coreanus là một loài nhện trong họ Amaurobiidae.
Loài này thuộc chi Alloclubionoides. Alloclubionoides coreanus được Kap Yong Paik miêu tả năm 1992.